# Kolczakówka pomarańczowa

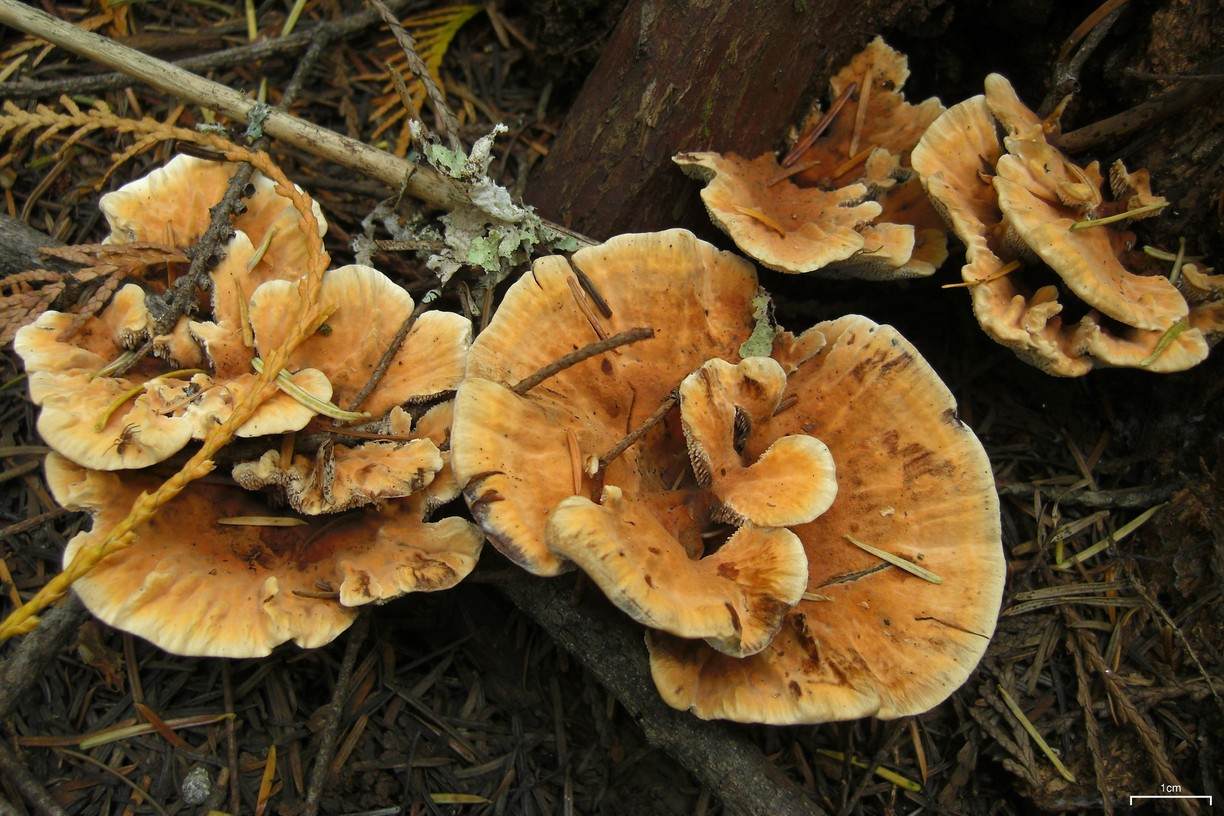

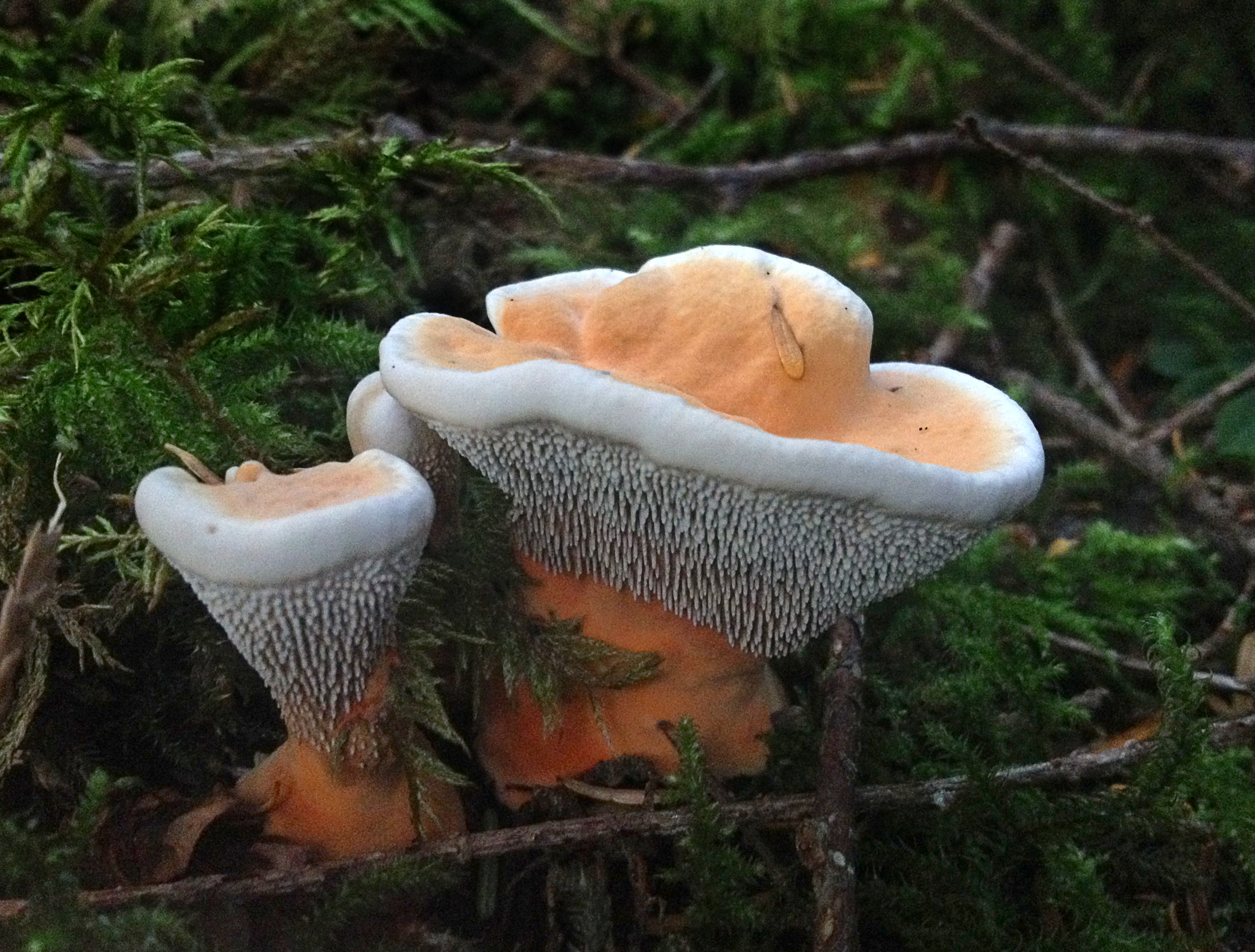

Kolczakówka pomarańczowa (Hydnellum aurantiacum (Batsch: Fr.) P. Karst) – gatunek grzybów należący do rodziny kolcownicowatych (Bankeraceae).

## Systematyka i nazewnictwo
Pozycja w klasyfikacji według Index Fungorum: Hydnellum, Bankeraceae, Thelephorales, Incertae sedis, Agaricomycetes, Agaricomycotina, Basidiomycota, Fungi.
Po raz pierwszy takson ten zdiagnozował w 1789 r. August Batsch nadając mu nazwę Hydnum suberosum var. aurantiacum. Obecną, uznaną przez Index Fungorum nazwę nadał mu w 1879 r. Petter Karsten, przenosząc go do rodzaju Hydnellum.
Niektóre synonimy:

- Calodon aurantiacus (Batsch) P. Karst.
- Hydnellum complectipes D. Hall
- Hydnum aurantiacum (Batsch) Alb. & Schwein.
- Hydnum stohlii Rabenh.
- Phaeodon aurantiacus (Batsch) J. Schröt.

Nazwę polską podali Barbara Gumińska i Władysław Wojewoda w 1968 r. W polskim piśmiennictwie mykologicznym gatunek ten opisywany był też jako kolczak pomarańczowy.

## Morfologia
Kapelusz
O średnicy 5–10 cm, początkowo wypukły, później wklęsły aż do lejkowatego. Nieregularny, na powierzchni pokryty wyrostkami, na brzegach promieniście pomarszczony. Koloru pomarańczowego, pomarańczowożółtego, pomarańczowobrunatnego, na brzegu jaśniejący, białawy, z koncentrycznymi, bladymi strefami. Kolce zbiegające na trzon, początkowo białopomarańczowe, później ciemniejsze, purpurowobrązowe, do 5 mm długie.
Trzon
Wysokość do 10 cm, grubość od 0,3 do około 2 cm. Barwa żółtawopomarańczowa, pomarańczowobrunatna do ciemnobrunatnej. Powierzchnia początkowo aksamitna lub wełnista, w końcu kłaczkowata.
Miąższ
Pomarańczowordzawy, w kapeluszu bardziej pomarańczowożółtawy, strefowany, korkowaty. Zapach mączny, czasem także z dodatkiem składnika gorzkich migdałów.
Zarodniki
Brązowawe, ze spłaszczonymi guzkami, o średnicy 4,5-6,5 × 4-5,5 µm.

## Występowanie i siedlisko
Podano występowanie tego gatunku w Ameryce Północnej i Środkowej, Europie i Azji. W Polsce do 2020 r. podano 12 stanowisk historycznych i 5 współczesnych. Znajduje się na Czerwonej liście roślin i grzybów Polski. Ma status E – gatunek wymierający. W latach 1995–2004 był pod ochroną częściową, od roku 2004 objęty ochroną ścisłą bez możliwości zastosowania wyłączeń spod ochrony uzasadnionych względami gospodarki rolnej, leśnej lub rybackiej. Znajduje się na listach gatunków zagrożonych także w Danii. Niemczech, Anglii, Holandii.
Naziemny grzyb ektomykoryzowy żyjący w symbiozie z korzeniami drzew iglastych. Rośnie od czerwca do października, pojedynczo lub w grupach w lasach iglastych i mieszanych, na glebach zawierających wapń, częściej na obszarach górskich; rzadka.

## Gatunki podobne
Kolczakówkę pomarańczową można pomylić z kolczakówką strefowaną (Hydnellum concrescens), która ma owocniki ciemniejsze, bez pomarańczowej barwy, z ciemnym, czarniawym strefowaniem. Porównaj też z niejadalną kolczakówka niebieskawą (Hydnellum caeruleum), której miąższ ma oprócz pomarańczowych także strefy niebieskawe.